# Spoorlijn Paris-Montparnasse - Brest
De spoorlijn Paris-Montparnasse - Brest is een Franse spoorlijn van Parijs naar Brest en een van de grote radialen van het Franse spoorwegnet. De lijn is 622,0 km lang en heeft als lijnnummer 420 000.

## Geschiedenis
Het gedeelte tussen Paris-Montparnasse en Versailles werd aangelegd door de Compagnie du chemin de fer de Paris-Versailles RG en geopend op 10 september 1840. 
Vanaf 1849 werd de lijn stapsgewijs verlengd door de Compagnie des chemins de fer de l'Ouest.
- Viroflay-Rive-Gauche - Chartres: 12 juli 1849
- Chartres - La Loupe: 7 september 1852
- La Loupe - Nogent-le-Rotrou: 16 februari 1854
- Nogent-le-Rotrou - Le Mans: 1 juni 1854
- Le Mans - Laval: 14 augustus 1855
- Laval - Rennes: 1 mei 1857
- Rennes - Guingamp: 7 september 1863:
- Guingamp - Brest: 26 april 1865

## Treindiensten
De SNCF verzorgt het personenvervoer op dit traject met TGV, TER en Transilien treinen.
| Serie      | Treinsoort        | Route | Bijzonderheden                                            |
| ---------- | ----------------- | --- | --------------------------------------------------------- |
| TGV 5200   | TGV (SNCF)        | [ [ Nantes – ] / [ Rennes – ] Le Mans – ] / [ Bordeaux-Saint-Jean – Saint-Pierre-des-Corps – ] Massy TGV – Aéroport Charles-de-Gaulle 2 TGV – [ Lille-Europe ] / [ Lille-Flandres ] |                                                           |
| TGV 5300   | TGV (SNCF)        | [ [ [ Nantes – Angers-Saint-Laud – [ Saumur – Saint-Pierre-des-Corps – ] / [ Le Mans – ] ] / [ Rennes – Le Mans – ] Massy TGV – ] ] / [ Le Havre – Rouen-Rive-Droite – Mantes-la-Jolie – Versailles-Chantiers – Massy-Palaiseau – ] Lyon-Part-Dieu – [ Lyon-Perrache ] / [ Valence-Rhône-Alpes-Sud TGV – [ Nîmes-Pont-du-Gard – Montpellier-Sud-de-France ] / [ Nîmes – Montpellier-Saint-Roch ] / [ Avignon TGV – Aix-en-Provence TGV – Marseille-Saint-Charles ] ] |                                                           |
| TGV 5450   | TGV (SNCF)        | [ Rennes – ] / [ Nantes – Angers-Saint-Laud – ] Le Mans – Massy TGV – Marne-la-Vallée - Chessy – Aéroport Charles-de-Gaulle 2 TGV – Champagne-Ardenne TGV – Lorraine TGV – Strasbourg-Ville | Twee treinen per dag.                                     |
| Ouigo 7610 | TGV (SNCF)        | Paris-Montparnasse – Le Mans – Laval – Rennes – [ Saint-Brieuc – Guingamp – Morlaix – Brest ] / [ Vannes – Auray – Lorient – Quimper ] |                                                           |
| Ouigo 7620 | TGV (SNCF)        | Paris-Montparnasse – Le Mans – Angers-Saint-Laud – Nantes |                                                           |
| TGV 8050   | TGV (SNCF)        | Paris-Montparnasse – Le Mans – Laval – Rennes – Saint-Malo |                                                           |
| TGV 8600   | TGV (SNCF)        | Paris-Montparnasse – Massy TGV – Le Mans – Laval – Rennes – Saint-Brieuc – [ Brest ] / [ Lannion ] |                                                           |
| TGV 8700   | TGV (SNCF)        | Paris-Montparnasse – Laval – Rennes – Vannes – Lorient – Quimper |                                                           |
| TGV 8800   | TGV (SNCF)        | Paris-Montparnasse – Massy TGV – Le Mans – Angers-Saint-Laud – Nantes |                                                           |
| TGV 8900   | TGV (SNCF)        | Paris-Montparnasse – Le Mans – Angers-Saint-Laud – Nantes – [ Saint-Nazaire – Le Croisic ] / [ La Roche-sur-Yon – Les Sables-d'Olonne ] |                                                           |
| TER 3450   | TER (SNCF)        | Paris-Montparnasse – Verneuil-sur-Avre – Surdon – Argentan – Briouze – Flers – Villedieu-les-Poêles – Pontorson-Mont-Saint-Michel | Rijdt alleen in de zomer, een trein per richting per dag. |
| K 1        | TER (SNCF)        | Rennes – Lamballe – Saint-Brieuc – Guingamp – Plouaret-Trégor – Morlaix – Landerneau – Brest |                                                           |
| K 3        | TER (SNCF)        | Paris-Montparnasse – Versailles-Chantiers – Rambouillet – Chartres – Nogent-le-Rotrou – La Ferté-Bernard – Connerré - Beillé – Le Mans |                                                           |
| K 3        | TER (SNCF)        | Rennes – Pontchaillou – Montreuil-sur-Ille – Combourg – Dol-de-Bretagne – Saint-Malo |                                                           |
| K 4        | TER (SNCF)        | Paris-Montparnasse – Verneuil-sur-Avre – Surdon – Argentan – Briouze – Flers – Villedieu-les-Poêles – Granville |                                                           |
| K 4        | TER (SNCF)        | Rennes – Vitré – Laval – Sablé-sur-Sarthe – Angers-Saint-Laud – Ancenis – Nantes |                                                           |
| K 39       | TER (SNCF)        | Caen – Argentan – Surdon – Alençon – Le Mans – Écommoy – Château-du-Loir – Tours |                                                           |
| C 3        | TER (SNCF)        | Rennes – Pontchaillou – Montreuil-sur-Ille |                                                           |
| C 5        | TER (SNCF)        | Rennes – Montfort-sur-Meu – Montauban-de-Bretagne – La Brohinière |                                                           |
| C 12       | TER (SNCF)        | Caen – Lison – Granville – Pontorson-Mont-Saint-Michel – Rennes |                                                           |
| P 3        | TER (SNCF)        | Nogent-le-Rotrou – La Ferté-Bernard – Connerré - Beillé – Le Mans |                                                           |
| P 3        | TER (SNCF)        | Rennes – Montfort-sur-Meu – Montauban-de-Bretagne – Lamballe – Saint-Brieuc |                                                           |
| P 4        | TER (SNCF)        | Laval – Vitré – Châteaubourg – Noyal - Acigné – Cesson-Sévigné – Rennes |                                                           |
| P 7        | TER (SNCF)        | Quimper – Landerneau – Brest |                                                           |
| P 9        | TER (SNCF)        | Lannion – Plouaret-Trégor – Morlaix – Landerneau – Brest | Een trein per dag vanaf Lannion                           |
| P 10       | TER (SNCF)        | Saint-Brieuc – Guingamp – Plouaret-Trégor – Lannion |                                                           |
| P 13       | TER (SNCF)        | Paris-Montparnasse – Versailles-Chantiers – Rambouillet – Chartres – Nogent-le-Rotrou |                                                           |
| P 13       | TER (SNCF)        | Dinan – Lamballe – Saint-Brieuc |                                                           |
| P 25       | TER (SNCF)        | Le Mans – Sillé-le-Guillaume – Laval |                                                           |
| P 30       | TER (SNCF)        | Tours – Château-du-Loir – Écommoy – Le Mans – Alençon |                                                           |
| Trans N    | Transilien (SNCF) | Paris Montparnasse – Viroflay-Rive-Gauche – Versailles-Chantiers – Saint-Cyr – [ Saint-Quentin-en-Yvelines – Rambouillet ] / [ Plaisir - Grignon – [ Dreux ] / [ Épône - Mézières – Mantes-la-Jolie ] ] |                                                           |
| Trans U    | Transilien (SNCF) | La Défense – Versailles-Chantiers – Saint-Quentin-en-Yvelines – La Verrière |                                                           |

### Réseau express régional
Op het traject rijdt het Réseau express régional de volgende routes:
| Serie | Treinsoort | Route | Bijzonderheden |
| ----- | ---------- | --- | -------------- |
| RER C | RER (SNCF) | [ Pontoise – Montigny - Beauchamp – Porte de Clichy – ] / [ [ Saint-Quentin-en-Yvelines - Montigny-le-Bretonneux – Versailles-Chantiers – ] / [ Versailles-Château-Rive-Gauche – ] Chaville - Vélizy – Pont du Garigliano – ] Pont de l'Alma – Invalides – Musée d'Orsay – Paris-Austerlitz – Bibliothèque François Mitterrand – [ [ Pont-de-Rungis - Aéroport d'Orly – Massy - Verrières – ] / [ Juvisy – ] Massy-Palaiseau – Versailles-Chantiers – Saint-Quentin-en-Yvelines - Montigny-le-Bretonneux ] ] / [ Juvisy – Brétigny – [ Étampes – Saint-Martin-d'Étampes ] / [ Dourdan – Dourdan - La Forêt ] ] |                |

## Aansluitingen
In de volgende plaatsen is of was er een aansluiting op de volgende spoorlijnen:
Paris-Montparnasse
RFN 431 000, spoorlijn tussen Paris-Montparnasse en Monts
Ouest-Ceinture
RFN 553 000, spoorlijn tussen Ouest-Ceinture en Chartres
Saint-Cyr
RFN 395 000, spoorlijn tussen Saint-Cyr en Surdon
Viroflay-Rive-Gauche
RFN 977 000, spoorlijn tussen Invalides en Versailles-Rive-Gauche
aansluiting Porchefontaine
RFN 978 300, raccordement van Viroflay
Versailles-Chantiers
RFN 990 000, Grande ceinture van Parijs
Versailles-Matelots
RFN 990 306, raccordement van Versailles-Matelots
Saint-Cyr
RFN 395 000, spoorlijn tussen Saint-Cyr en Surdon
RFN 990 306, raccordement van Versailles-Matelots
Saint-Quentin-en-Yvelines
RFN 395 306, raccordement van Saint-Cyr
Trappes
RFN 420 106, stamlijn Trappes-Elancourt 1
RFN 420 116, stamlijn Trappes-Elancourt 2
Maintenon
RFN 554 000, spoorlijn tussen Auneau-Ville en Dreux
Chartres
RFN 409 000, spoorlijn tussen Chartres en Dreux
RFN 500 000, spoorlijn tussen Chartres en Bordeaux-Saint-Jean
RFN 553 000, spoorlijn tussen Ouest-Ceinture en Chartres
RFN 556 000, spoorlijn tussen Chartres en Orléans
RFN 556 606, stamlijn Chartres-Lucé
La Loupe
RFN 422 000, spoorlijn tussen La Loupe en Prey
RFN 504 000, spoorlijn tussen Brou en La Loupe
Condé-sur-Huisne
RFN 423 000, spoorlijn tussen Alençon en Condé-sur-Huisne
Nogent-le-Rotrou
RFN 505 000, spoorlijn tussen Arrou en Nogent-le-Rotrou
Connerré - Beillé
lijn tussen Mamers en Saint-Calais
Connerré
RFN 408 305, raccordement van Connerré Fret
RFN 429 310, raccordement van Connerré-Sud
aansluiting Docks d'Artillerie
RFN 420 306, raccordement van Pontlieue (Le Mans)
Le Mans
RFN 450 000, spoorlijn tussen Le Mans en Angers-Maître-École
RFN 561 000, spoorlijn tussen Tours en Le Mans
aansluiting La Plumasserie
RFN 450 306, raccordement van La Plumasserie (Le Mans)
aansluiting Petit-Croix
RFN 430 000, spoorlijn tussen Le Mans en Mézidon
La Milesse
RFN 408 315, raccordement van la Milesse Fret
RFN 408 320, raccordement van la Milesse-Voyageurs V1
RFN 408 321, raccordement van la Milesse-Voyageurs V2
Sillé-le-Guillaume
RFN 428 000, spoorlijn tussen Sillé-le-Guillaume en La Hutte-Coulombiers
RFN 456 000, spoorlijn tussen Juigné-sur-Sarthe en Sillé-le-Guillaume
La Chapelle-Anthenaise
RFN 436 000,spoorlijn tussen La Chapelle-Anthenaise en Flers
Laval
RFN 408 360, raccordement van Laval-Est
RFN 408 370, raccordement van Laval-Ouest
RFN 458 000, spoorlijn tussen Laval en Gennes-Longuefuye
RFN 462 000, spoorlijn tussen Laval en Pouancé
Vitré
RFN 439 000, spoorlijn tussen Vitré en Pontorson
RFN 467 000, spoorlijn tussen Martigné-Ferchaud en Vitré
Rennes
RFN 408 000, spoorlijn tussen de aansluiting Connerré en Rennes
RFN 420 621, stamlijn van ZI La Barre-Thomas naar Rennes
RFN 441 000, spoorlijn tussen Rennes en Saint-Malo-Saint-Servan
RFN 466 000, spoorlijn tussen Châteaubriant en Rennes
RFN 468 000, spoorlijn tussen Rennes en Redon
La Brohinière
RFN 443 000, spoorlijn tussen La Brohinière en Dinan
RFN 472 000, spoorlijn tussen Ploërmel en La Brohinière
Lamballe
RFN 415 000, spoorlijn tussen Lison en Lamballe
Saint-Brieuc
RFN 445 000, spoorlijn tussen Saint-Brieuc en Le Légué
RFN 475 000, spoorlijn tussen Saint-Brieuc en Pontivy
Guingamp
RFN 485 000, spoorlijn tussen Guingamp en Carhaix
RFN 486 000, spoorlijn tussen Guingamp en Paimpol
Plouaret-Trégor
RFN 446 000, spoorlijn tussen Plouaret-Trégor en Lannion
Morlaix
RFN 447 000, spoorlijn tussen Morlaix en Roscoff
RFN 449 500, havenspoorlijn Morlaix
Landerneau
RFN 470 000, spoorlijn tussen Savenay en Landerneau
Le Rody
RFN 421 300, raccordement tussen Rody en port de Brest
Brest
RFN 421 500, havenspoorlijn Brest
RFN 421 501, havenspoorlijn Brest
RFN 421 502, havenspoorlijn Brest

## Elektrische tractie
De lijn werd in gedeeltes geëlektrificeerd, tussen Paris Montparnasse en Le Mans in 1934 met een gelijkspanning van 1500 volt. De rest van de lijn werd geëlektrificeerd met een wisselpanning van 25.000 volt 50 Hz, tussen Le Mans en Rennes in 1965, tussen Rennes een Saint Brieuc in 1987 en tussen Saint Brieuc en Brest in 1989.

## Galerij

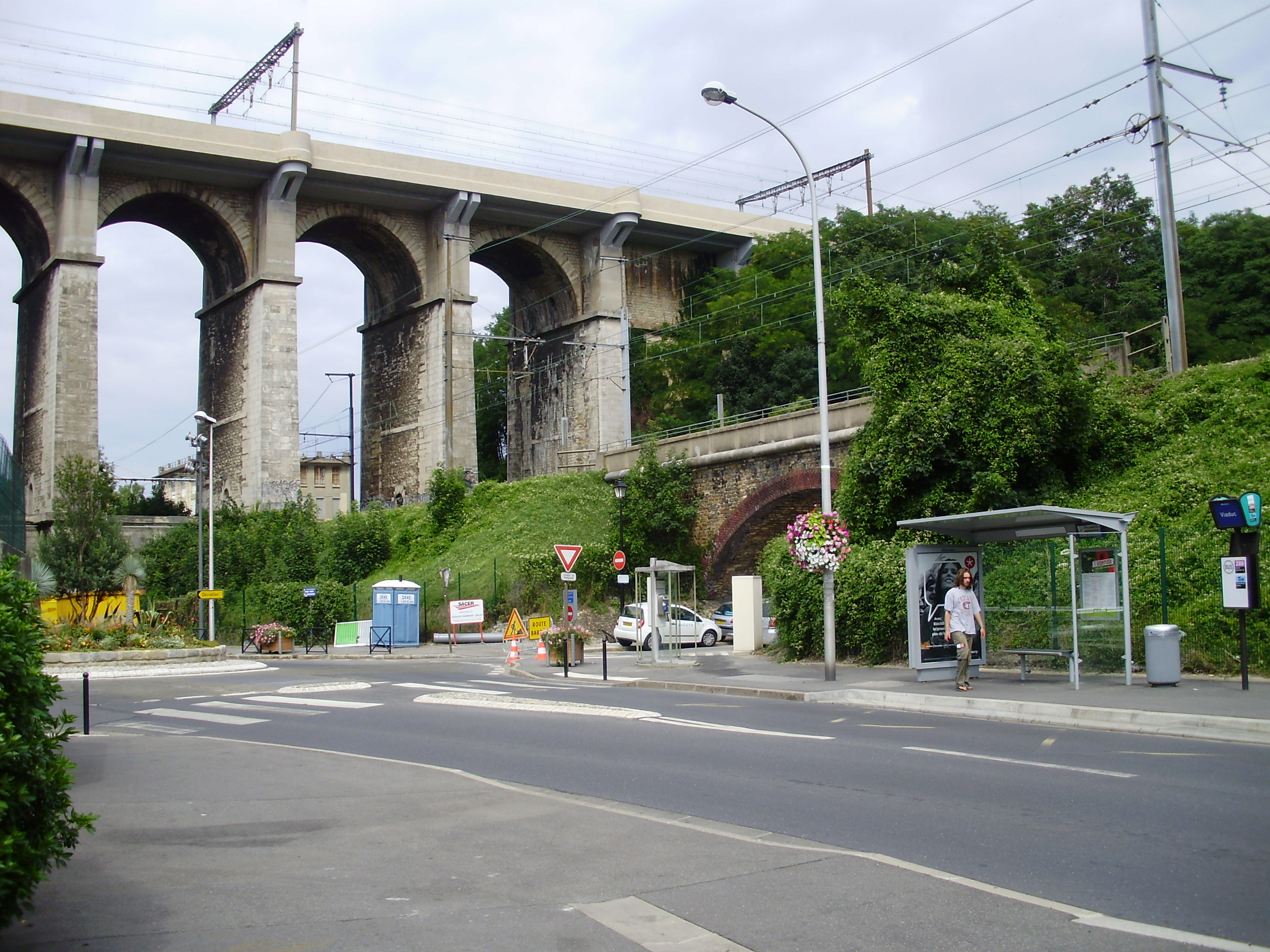
Viaduct van Meudon
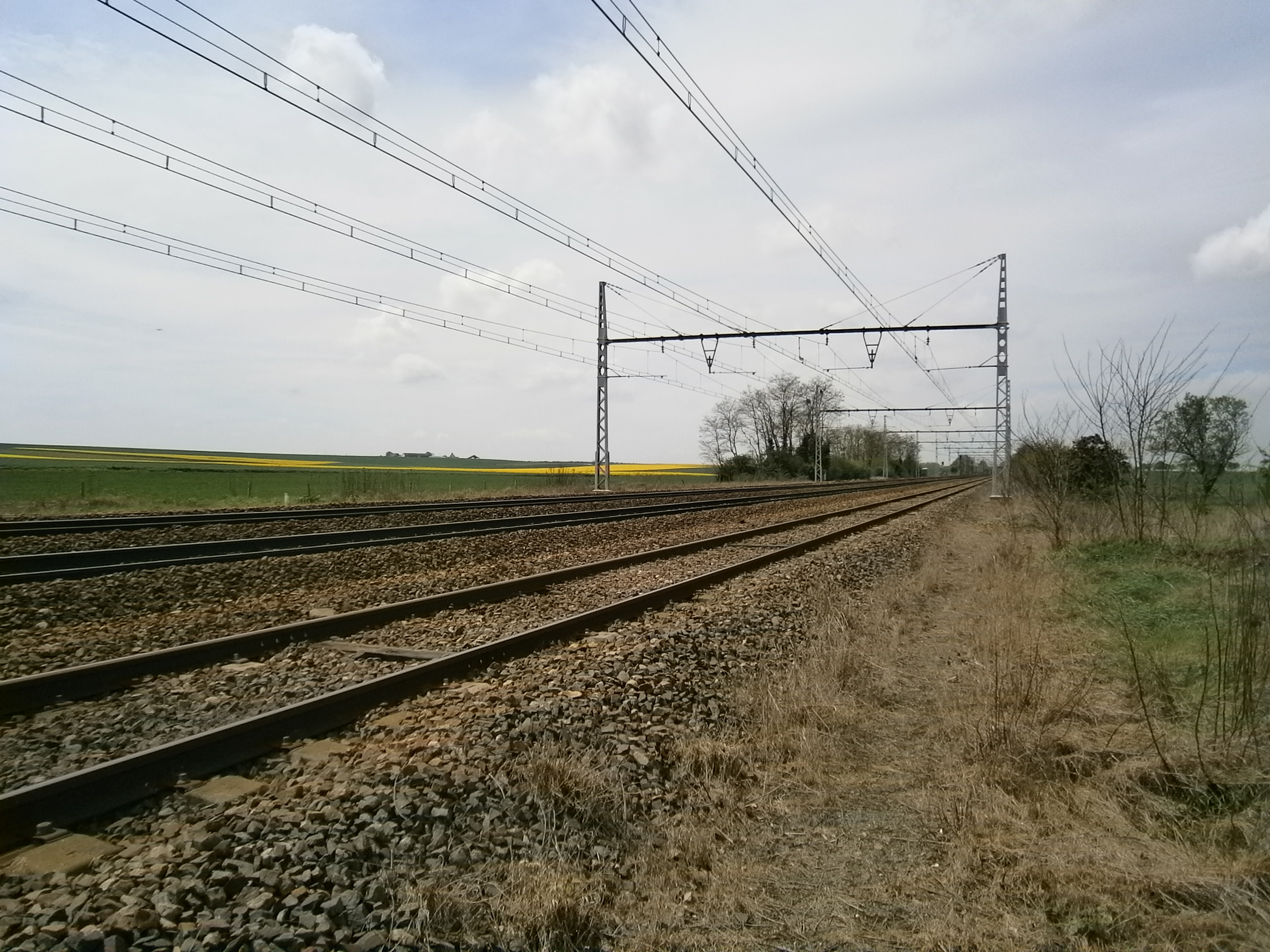
De lijn bij Hanches
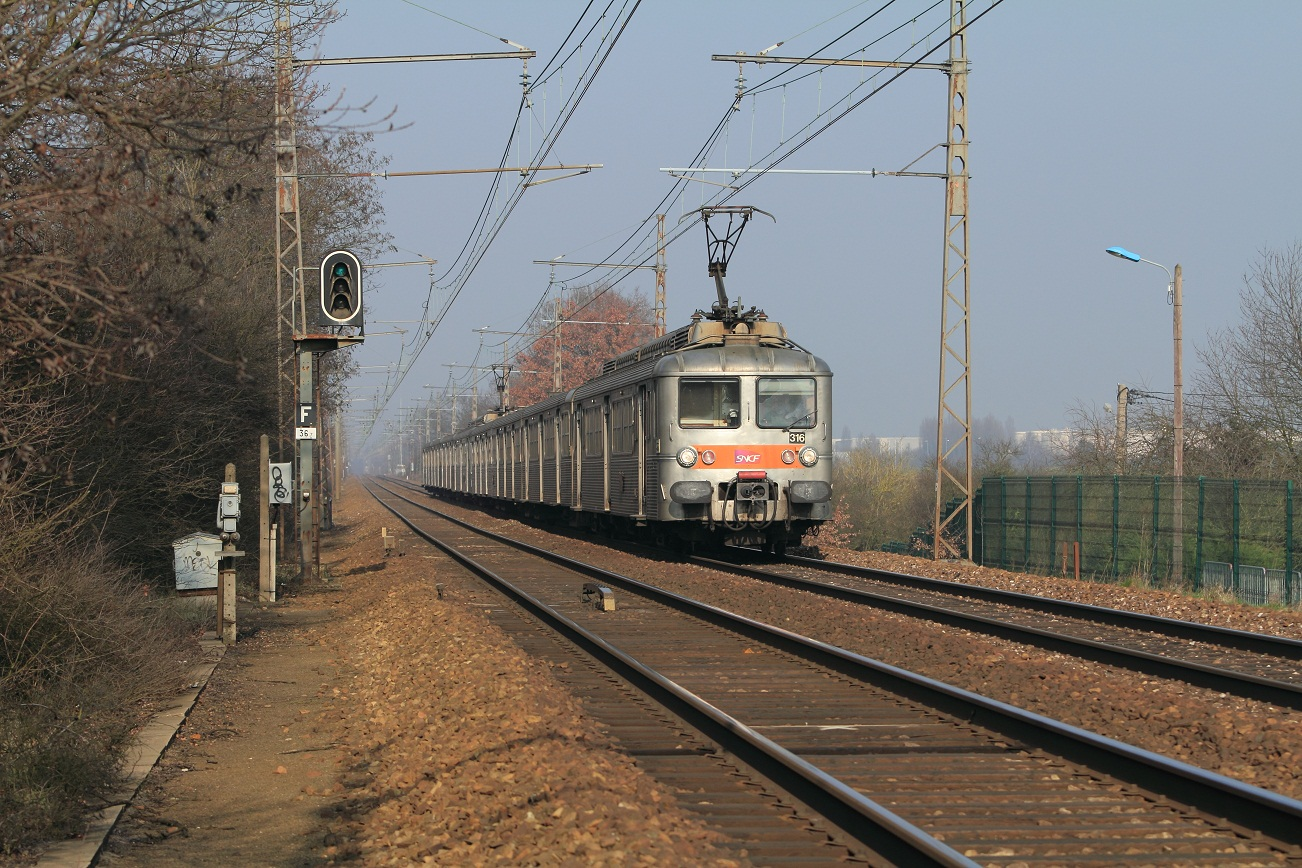
Trein richting Rambouillet in 2011
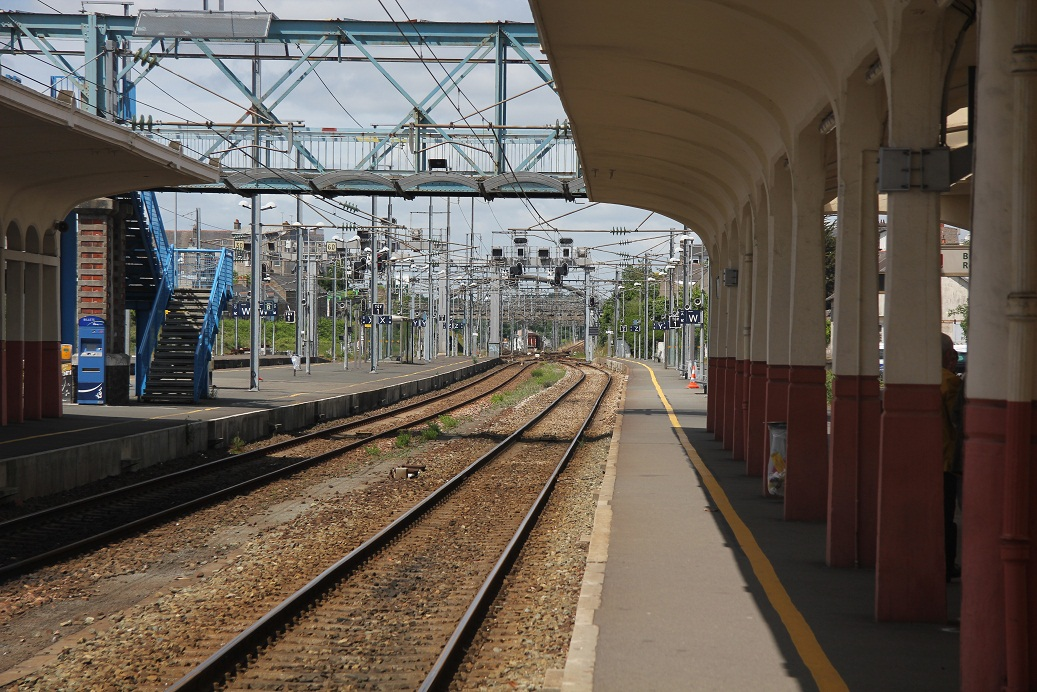
De lijn in station Saint-Brieuc
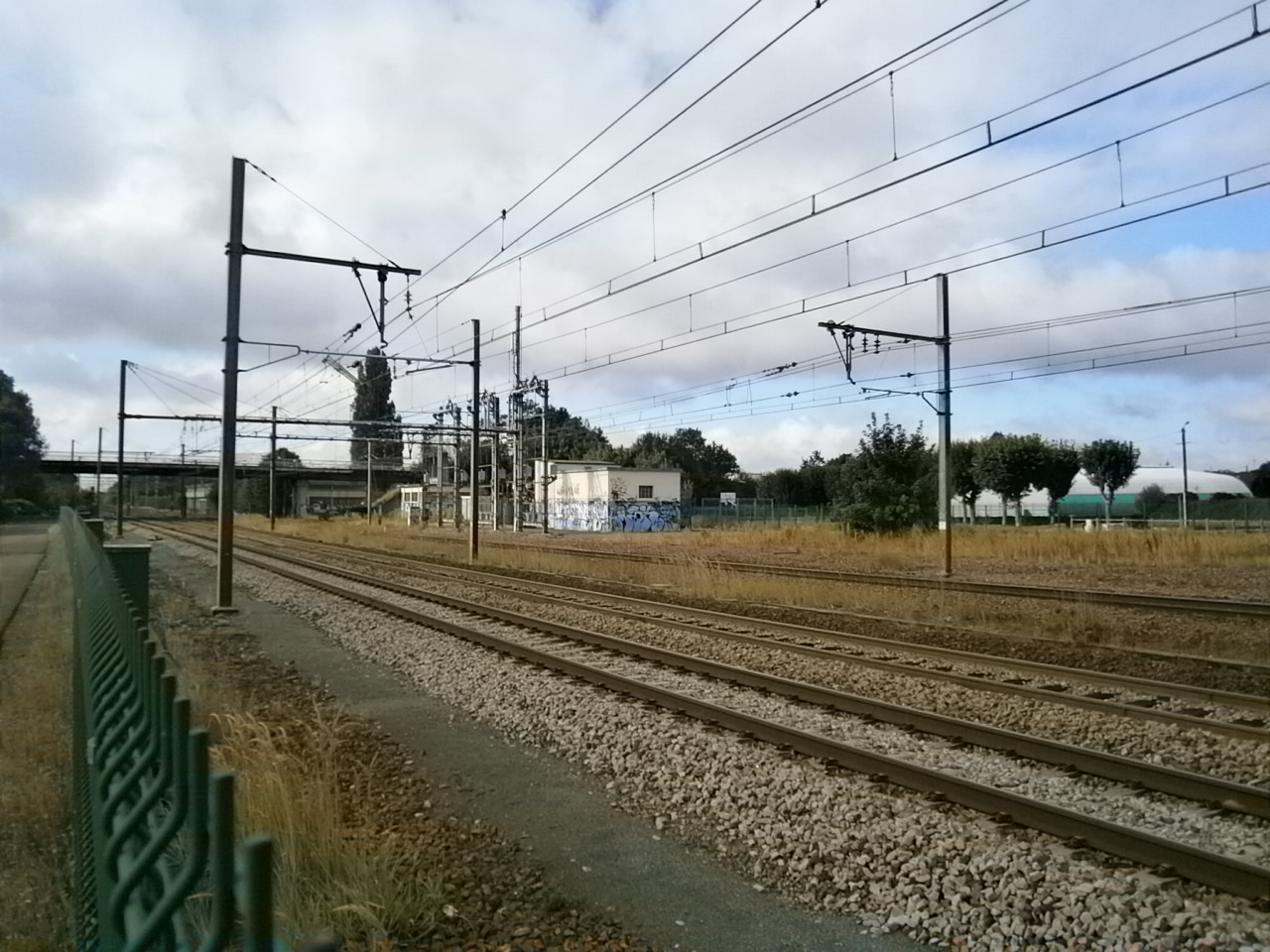
Onderstation bij Perray